# Kotkatjärvi
Kotkatjärvi (en carélien : Kotkatjärvi, en finnois : Kotkatjärvi, en russe : Ко́ткозеро, Kotkozero) est une municipalité rurale du raïon d'Olonets en république de Carélie.

## Géographie
La commune Kotkatjärvi situés sur les rives des lacs Kotkatjärvi et Villalajärvi, à 42 kilomètres au nord d'Olonets.
La municipalité de Kotkatjärvi a une superficie de 976 km2 recouverte en majorité de forêts.
Kotkatjärvi est bordée au sud par Kuittinen du raïon d'Olonets, à l'ouest par Kovera et Vieljärvi du raïon de Priaja, au nord par Nuosjärvi et à l'est par Pyhäjärvi et par l'oblast de Léningrad.
Kotkatjärvi est traversé par les rivières Alavoisenjoki, Topornaja, Ljuba, Ulvanka, Topozerka, Važozerka et Pekki. 
Ses lacs principaux sont Vašejärvi (Važozero), Kotkatjärvi (Kotkozero), Matšjärvi (Mattšozero), Voruzjärvi, Uutjärvi (Utozero), Vahjärvi (Vagvozero), Sikojärvi (Sigozero), Keskoijärvi (Keskozero), Villalanjärvi (Villalskoje), Mäintagaine, Ladva, Kanzoijärvi (Kanzozero), Tedrijärvi, Torasjärvi (Torosozero) et Nurdasjärvi.

## Démographie
Recensements (*) ou estimations de la population
| 2009  | 2010 | 2013 | - |
| ----- | ---- | ---- | - |
| 1 010 | 809  | 744  | - |